# Stanisław Mazur (1897–1940)
Stanisław Mazur (ur. 16 kwietnia 1897 w Kamionce Strumiłowej, zm. wiosna 1940 w Katyniu) – chorąży piechoty Wojska Polskiego, ofiara zbrodni katyńskiej.

## Życiorys
syn Pawła i Marii z domu Weber. Uczestniczył w I wojnie światowej, należał do Polskiej Organizacji Wojskowej. U kresu wojny zgłosił się do 3 Batalionu Strzelców Sanockich. Po uzyskaniu przez Polskę niepodległości w 1918 służył w intendenturze 6 Armii sformowanej podczas wojny polsko-ukraińskiej oraz kompanii gospodarczej 19 Dywizji Piechoty (jako sierżant sztabowy), następnie przydzielony do 13 pułku Ułanów Wileńskich.
Po wybuchu II wojny światowej i agresji ZSRR na Polskę w dniu 17 września, został aresztowany przez Sowietów, po czym był przetrzymywany w obozie w Kozielsku, skąd został przetransportowany do Katynia i rozstrzelany przez funkcjonariuszy Obwodowego Zarządu NKWD w Smoleńsku oraz pracowników NKWD przybyłych z Moskwy na mocy decyzji Biura Politycznego KC WKP(b) z 5 marca 1940. Jest pochowany na terenie obecnego Polskiego Cmentarza Wojennego w Katyniu.
20 sierpnia 1922 w Sanoku jego żoną została Zofia z domu Pankiewicz.

## Odznaczenia
- Brązowy Krzyż Zasługi
- Medal Pamiątkowy za Wojnę 1918–1921
- Medal Dziesięciolecia Odzyskanej Niepodległości

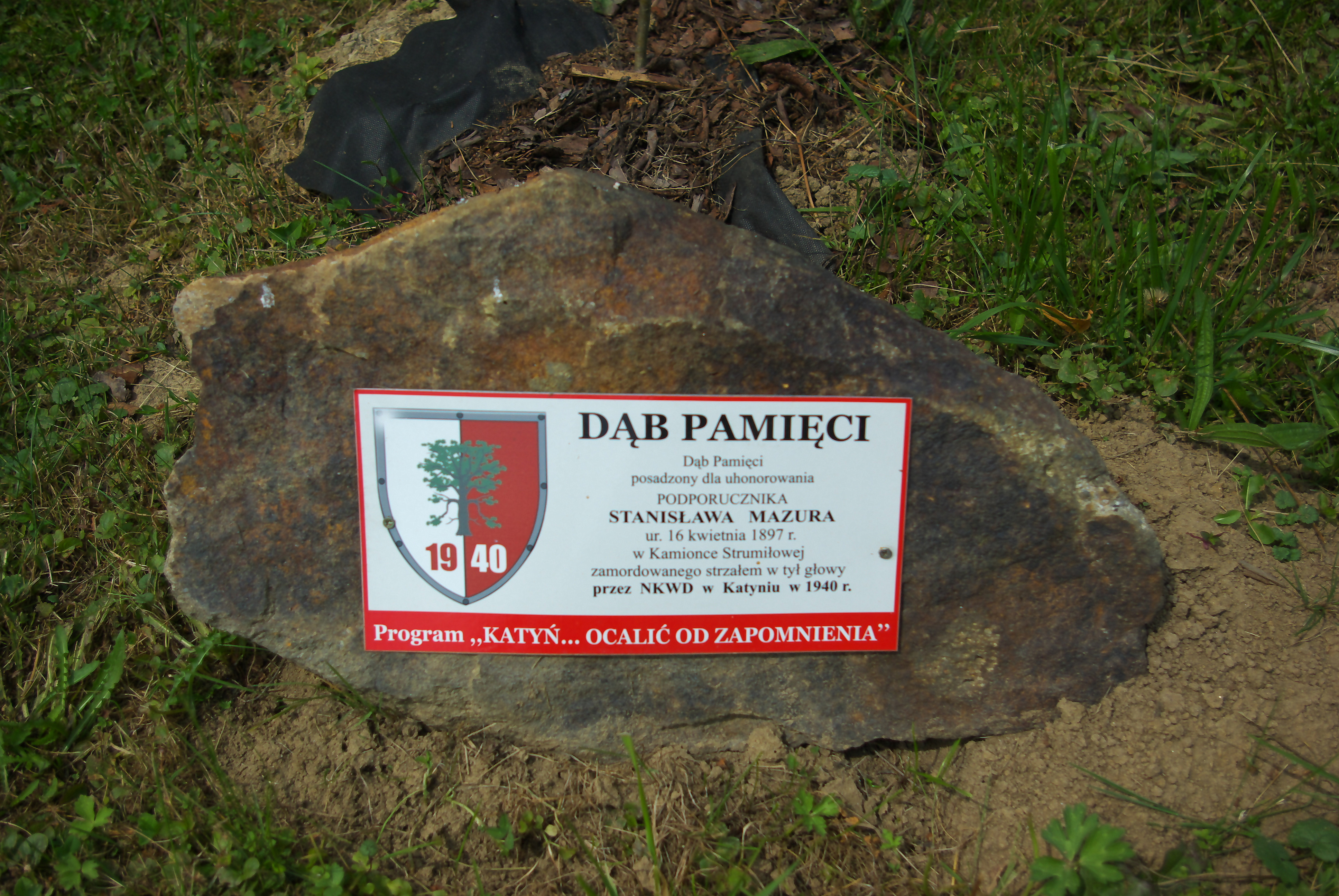
Kamień przy Dębie Pamięci honorującym Stanisława Mazura w Sanoku

## Upamiętnienie
W 2007 pośmiertnie został awansowany do stopnia podporucznika.
8 października 2012, w ramach akcji „Katyń... pamiętamy” / „Katyń... Ocalić od zapomnienia”, w tzw. Alei Katyńskiej na Cmentarzu Centralnym w Sanoku zostało zasadzony Dąb Pamięci upamiętniający Stanisława Mazura.